# Чиказький автосалон
Чиказький автосалон (англ. Chicago Auto Show) — міжнародна виставка автомобілів і автомобільних технологій, що проходить щорічно у лютому в місті Чикаго (штат Іллінойс, США) у виставковому та конференц-центрі McCormick Place. Виставку засновано у 1901 році і вона вважається найбільшим автомобільним салоном Північної Америки та третім за величиною у світі. Організатором шоу є (станом на 2023 рік) Chicago Automobile Trade Association (CATA).

## Історична довідка
Вперше Чиказький автосалон відбувся у 1901 році з 23 до 30 березня, і з того часу проводився понад 100 раів. Перша виставка відбувалась у Колізей Голлі в Чикаго де було представлено 36 марок та 113 різноманітних транспортних засобів. За стандартами свого часу шоу було грандіозним, завдяки чому воно стало проводитись щорічно. З 1935 року організацією і проведенням шоу займається автомобільна асоціація торгівлі Чикаго (CATA), найстаріший і найбільший автомобільний дилер у Сполучених Штатах.
Автосалон Чикаго продовжує залишатися одним з найвідвідуваніших автомобільних шоу в світі. Понад один мільйон відвідувачів відвідують захід щороку.
У 2021 році CATA отримала дозвіл на проведення спеціального літнього випуску Чиказького автосалону в західній будівлі McCormick Place, доповненого такими заходами на відкритому повітрі, як тест-драйви та демонстрація технологій.
Завдяки величезному вільному простору виставки деякі виробники автомобілів останніми роками творчо підійшли до власних виставкових майданчиків. Так, наприклад, Ford, Jeep, Hyundai, Ram, Toyota створили тестувальні треки, що прилягають до експозицій відповідник автомобільних марок. Крім того проводяться зовнішні тест-драйви.

## Виставки

### 2024
Чиказький автосалон 2024 року проходив з 10 по 19 лютого, прес-прем'єра почалася 8 лютого, а гала-церемонія «First Look For Charity» відбулася 9 лютого.
Прем'єри серійних моделей
- 2025 Kia Carnival (оновлення) (дебют у Північній Америці)[5]
- 2025 Kia K5 (оновлення) (дебют у Північній Америці)[6]
- 2024 Nissan Frontier Forsberg Edition[7].

### 2023
Чиказький автосалон 2023 року проходив з 11 до 20 лютого, попередній показ для преси розпочався 9 лютого, а гала-церемонія «First Look For Charity» відбулася 10 лютого.
Прем'єри серійних моделей
- 2024 Chevrolet Corvette E-Ray*[8]
- 2024 Chevrolet TrailBlazer (оновлення)[9]
- 2023 Jeep Wrangler Rubicon 20th Anniversary Edition[10]
- 2024 Subaru Crosstrek (Дебют у США)[11]
- 2024 Toyota Grand Highlander[12]
- 2024 Volkswagen Atlas/Atlas Cross Sport (оновлення)[13]

Прем'єри концепткарів
- Ram 1500 Revolution BEV concept*

* дебют на автосалоні

### 2022
Чиказький автосалон 2022 року проходив з 12 по 21 лютого, прес-прев'ю почалося 10 лютого, а гала-церемонія «First Look For Charity» була проведена 11 лютого.
Прем'єри серійних моделей
- 2023 BMW iX M60*[15]
- 2023 Chevrolet Blazer (оновлення)[16]
- 2022 Ford Bronco Everglades[17]
- 2022 Ford Bronco Raptor*[18]
- 2022 Ford GT Alan Mann Heritage Edition[19]
- 2022 Jeep Grand Cherokee L Limited Black Package[20]
- 2023 Kia Sportage PHEV[21]
- 2022 Ram 1500 «Built to Serve» Firefighter edition[22]
- 2023 Toyota Sequoia*[23]
- 2022 Toyota Tundra Capstone*[23]

* дебют на автосалоні
Прем'єри концепткарів
- Nissan Frontier Project 72X, Project Hardbody, and Project Adventure[24]

### 2021
Чиказький автосалон 2021 року проходив з 15 по 19 липня. Попередній перегляд для преси та гала-заходи «First Look For Charity», які проводилися в попередні роки, не були частиною шоу 2021 року.
Прем'єри серійних моделей
- 2022 BMW iX (Дебют у Північній Америці)[25]
- 2022 Chevrolet Traverse (оновлення)*[26]
- 2022 Ford F-150 Lightning*[27]
- 2022 Ford Maverick*[27]
- 2022 Jeep Compass (оновлення)[28]
- 2021 Jeep Wrangler Xtreme Recon Package[28]
- 2022 Kia EV6*[25]
- 2022 Lexus IS 500 Performance Launch Edition*[29]
- 2022 Lexus NX*[29]
- 2022 Nissan Frontier*[30]
- 2022 Nissan Pathfinder*[30]
- 2022 Ram 1500 BackCountry Edition[31]
- 2022 Ram 1500 Laramie G/T & Rebel G/T[32]
- 2022 Ram 1500 Limited 10th Anniversary Edition[32]
- 2022 Toyota 4Runner TRD Sport*[33]
- 2022 Toyota Corolla Cross (North American debut)*[33]
- 2022 Toyota GR 86*[33]
- 2022 Toyota Tacoma TRD Pro 3.0, Trail Edition*[33]
- 2022 Volkswagen Golf GTI, Golf R (North American debut)[34]

Прем'єри концепткарів
- Nissan Z Proto*[32]

* дебют на автосалоні

### 2020
Чиказький автосалон 2020 року проходив з 8 по 17 лютого. Прем'єра почалася 6 лютого, а гала-церемонія «First Look For Charity» відбулася 7 лютого. Подія 2020 року завершилася до того, як державні заходи щодо пандемії COVID-19 в Іллінойсі набули чинності.
Прем'єри серійних моделей
- 2021 Chevrolet Equinox (оновлення)[36]
- 2021 Chrysler Pacifica (оновлення)[37]
- 2020 Dodge Durango SRT Black appearance package, redline stripe[38]
- 2020 Ford GT (оновлення)[39]
- 2021 Genesis GV80 дебют на автосалоні)[40] * 2020 Honda Civic Type R (оновлення) (дебют у США)[40]
- 2020 Hyundai Sonata Hybrid (дебют у Північній Америці)[41]
- 2020 Jaguar F-Type (оновлення) (дебют у Північній Америці)[38]
- 2020 Jeep Gladiator Mojave, High Altitude[42]
- 2020 Jeep Wrangler Mopar JPP edition[43]
- 2020 Jeep Wrangler High Altitude, Rubicon Recon[40]
- 2020 Kia Cadenza (оновлення) (дебют у Північній Америці)[44]
- 2020 Mercedes-Benz Metris Weekender camper van[45]
- 2020 Nissan Frontier (оновлення)[46]
- 2021 Toyota Highlander XSE[47]
- 2021 Toyota Tacoma, Tundra, Sequoia Nightshade[47]
- 2021 Toyota Tacoma, Tundra, 4Runner Trail[47]
- 2021 Volkswagen Atlas (оновлення)[48]

### 2019
Чиказький автосалон 2019 проходив з 9 по 18 лютого, попередній перегляд для преси почався 7 лютого, а гала-заходи «First Look For Charity» відбулися 8 лютого. Acura провела панельну дискусію з нагоди 30-річчя концепту Acura NS-X, який дебютував на Чиказькому автосалоні 1989 року.
Прем'єри серійних моделей
- 2020 Alfa Romeo 4C Spider Italia[51]
- 2019 Cadillac XT5 Sport package[52]
- 2020 Chevrolet Silverado HD[53]
- 2019 Chrysler Pacifica, Dodge Grand Caravan 35th Anniversary Edition[54]
- 2020 Ford F-Series Super Duty (оновлення)[55]
- 2020 Kia Forte GT-Line[56]
- 2020 Kia Sportage (оновлення)[57]
- 2019 Lexus LC 500 Inspiration Series[58]
- 2019 Lexus NX F Sport Black Line Edition[58]
- 2019 Mazda MX-5 Miata 30th Anniversary Edition[59]
- 2019 Nissan Pathfinder Rock Creek Edition[60]
- 2020 Nissan Rogue Sport (оновлення)[61]
- 2019 Ram 1500 with multifunction tailgate[62]
- 2019 Ram 4500/5500 HD Chassis Cab[63]
- 2020 Range Rover Evoque (дебют у Північній Америці)[64]
- 2020 Subaru Legacy[65]
- 2020 Toyota Land Cruiser Heritage Edition[66]
- 2020 Toyota RAV4 TRD Off-Road[67]
- 2020 Toyota Sequoia TRD Pro[68]
- 2020 Toyota Tacoma (оновлення)[69]
- 2019 Volkswagen Jetta GLI[70]

### 2018
Чиказький автосалон 2018 проходив з 10 по 19 лютого, дні преси почалися 8 лютого, а «First Look For Charity» — 9 лютого.
Прем'єри серійних моделей
- 2018 Chevrolet Traverse RS[71]
- 2018 Dodge Durango SRT with Mopar performance parts[72]
- 2018 Fiat 500 (U.S. spec refresh)[73]
- 2019 Ford Edge Titanium Elite[74]
- 2019 Ford Transit Connect Wagon (оновлення)[75]
- 2018 Hyundai Sonata Hybrid & PlugIn Hybrid (оновлення)[76]
- 2018 Lexus RC F, GS F 10th Anniversary Editions[77]
- 2018 Mazda MX-5 RF (minor refresh)[78]
- 2018 Nissan Titan/Titan XD with ICON Vehicle Dynamics lift kit[79]
- 2019 Ram 1500 with Mopar accessories[80]
- 2018 Subaru 50th Anniversary Editions (BRZ, Forester, Impreza, Legacy, Outback, WRX STI, XV)[81]
- 2019 Toyota Tacoma, Tundra, 4Runner TRD Pro[82]
- 2019 Volkswagen Arteon (дебют у Північній Америці)[83]

Прем'єри концепткарів
- Nissan 370Zki[84]
- Nissan Armada Snow Patrol[85]

Представлення перегонових автомобілів
- Hyundai i30 N TCR[en] (дебют у Північній Америці)[86]

### 2017
Виставка 2017 року проводилась з 11 до 20 лютого. Дні преси стартували з 9 лютого.
Прем'єри серійних моделей
- 2017 Chevrolet Redline Series special editions [87]
- 2018 Dodge Durango SRT [88]
- 2018 Ford Expedition [89]
- 2018 Hyundai Elantra GT (дебют в Северной Америке) [90]
- 2017 Infiniti Q50 3.0t, Infiniti QX80 Signature Edition[91]
- 2017 Mitsubishi Outlander Sport Limited Edition [92]
- 2017 Nissan Altima, Nissan Murano, Nissan Pathfinder, Nissan Rogue, Nissan Sentra Midnight Package [93]
- 2017 Ram 1500 Copper Sport [94]
- 2017 Ram 2500/3500 HD Night package [95]
- 2018 Subaru Legacy (рестайлінг) [96]
- 2018 Volkswagen Atlas Weekend Edition [97]

Прем'єри концепткарів
- Nissan NV Cargo X[98]
- 2017 Nissan Titan Pro-4X Project Truck[99]

### 2016
Виставка 2016 року проводилась з 13 до 21 лютого. Дні преси відбулись 11 і 12 лютого.
Прем'єри серійних моделей
- 2017 Chevrolet Camaro 1LE [100]
- 2016 Chevrolet Silverado/Chevrolet Colorado Midnight Editions[101]
- 2017 Chevrolet Trax (рестайлінг)[100]
- 2016 Chrysler 200S/300S Alloy Edition[102]
- 2017 Ford Escape Sport Appearance Package[103]
- 2017 Ford Explorer BraunAbility[en] MXV[104]
- 2017 Ford Explorer XLT Sport[105]
- 2017 Honda Ridgeline (Shown with newly released optional accessories)[106]
- 2017 Hyundai Santa Fe (рестайлінг)[107]
- 2017 Kia Niro[108]
- 2017 Kia Optima Hybrid, Kia Optima PHEV[109]
- 2016 Mercedes-Benz Sprinter Worker[110]
- 2017 Nissan Armada[111]
- 2017 Dodge Power Wagon[en] (рестайлінг)[112]
- 2017 Ram 2500 4x4 Off Road Package[113]
- 2016 Subaru XV Crosstrek Special Edition[114]
- 2017 Toyota Tacoma TRD Pro[115]

Прем'єри концепткарів
- Mercedes-Benz Sprinter Extreme Concept[116]
- Nissan Winter Warriors Concepts[117]

### 2015
Захід 2015 року відбувався з 14 по 22 лютого та мав 7-відсоткове зростання відвідуваності порівняно з 2014 роком. У рамках шоу відбулось 18 світових прем'єр автомобілів.
Прем'єри серійних моделей
- 2016 Acura RDX (рестайлінг) [118]
- 2015 Chevrolet Colorado GearOn Edition[119]
- 2016 Chevrolet Equinox (рестайлінг)[120]
- 2015 Chevrolet Silverado Custom[121]
- 2015 Chevrolet Silverado Midnight Edition[122]
- 2016 Ford Police Interceptor Utility (рестайлінг)[123]
- 2016 Honda Pilot[124]
- 2016 Hyundai Elantra GT (рестайлінг)[125]
- 2016 Hyundai Veloster Rally Edition[126]
- 2016 Kia Rio (рестайлінг)[127]
- 2015 Ram 1500 Laramie Limited[128]
- 2016 Toyota Avalon (рестайлінг)[129]
- 2016 Toyota Camry Special Edition[129]
- 2016 Toyota Corolla Special Edition[129]

Прем'єри концепткарів
- Kia Trail'ster (e-AWD)[130]
- 2016 Mazda MX-5 accessories concept[131]
- Mitsubishi Concept GC-PHEV (дебют у Північній Америці)[132]
- Nissan 370Z NISMO Roadster[133]

Прем'єри перегонових автомобілів
- Nissan GT-R LM NISMO[134]

### 2014
Виставка 2014 року проводилась з 8 до 17 лютого. Дні преси стартували з 6 лютого.
Прем'єри серійних моделей
- 2014 BMW 740Ld XDrive (дебют у США)[135]
- 2015 Chevrolet City Express[136]
- 2015 Chevrolet Tahoe PPV[136]
- 2014 Dodge Journey Crossroad[137]
- 2014 Hyundai Veloster RE: FLEX Edition[138]
- 2014 Kia Optima Hybrid (фейсліфтинг)[139]
- 2015 Kia Soul EV[140]
- 2015 Lincoln Navigator (фейсліфтинг)[141]
- 2015 Nissan Versa Note SR[142]
- 2014 SRT Satin Vapor Editions (Challenger, Charger, 300)[143]
- 2015 Subaru Legacy[144]
- 2015 TRD[en] Pro Series (Tundra, Tacoma, 4Runner)[145]
- Volvo S60/V60 Polestar[en] (дебют у США)[146]

Прем'єри концепткарів
- Kia Niro (дебют у США)[147]
- Nissan Frontier Diesel Runner[142]

Прем'єри перегонових автомобілів
- Volkswagen GRC[en] Beetle[148]

### 2013
Чиказький автосалон 2013 року проходив з 9 до 18 лютого. Дні преси відбулись 7 і 8 лютого.
Прем'єри серійних моделей
- Chevrolet Cruze Diesel[149]
- Chrysler 300 SRT8 «Core»[150]
- Dodge Challenger R/T Redline[151]
- Dodge Challenger SRT8 «Core»
- Dodge Charger SRT8 Super Bee
- Kia Forte 5-door[152]
- Mopar '13 Dodge Dart[153]
- Nissan 370Z NISMO[154]
- Nissan GT-R Track Edition[154]
- Nissan Juke NISMO[154]
- Nissan NV200 Cargo Van[155]
- Ram ProMaster 3500 Cargo Van
- Ram ProMaster 3500 Chassis Cab Cutaway
- Scion FR-S Pro/Celebrity Race
- Toyota Tundra Crew Cab 1794 Edition
- Toyota Tundra CrewMax Platinum Package
- TRD Toyota Tundra CrewMax Limited
- Volkswagen Beetle GSR[156]
- Volkswagen Beetle Turbo Convertible R-Line
- Volkswagen GTI Driver's Edition
- Volkswagen GTI Wolfsburg Edition[157]

Прем'єри концепткарів
- Chevrolet "Turbo" Camaro Coupe Concept
- Dodge Charger Defiance Show Car
- Kia Cross GT Concept [158]
- Kia Optima Hybrid «Inspired by Superman» Concept
- Ford Fiesta ST GRC Concept
- Ford Focus TrackSTer Concept

### 2012

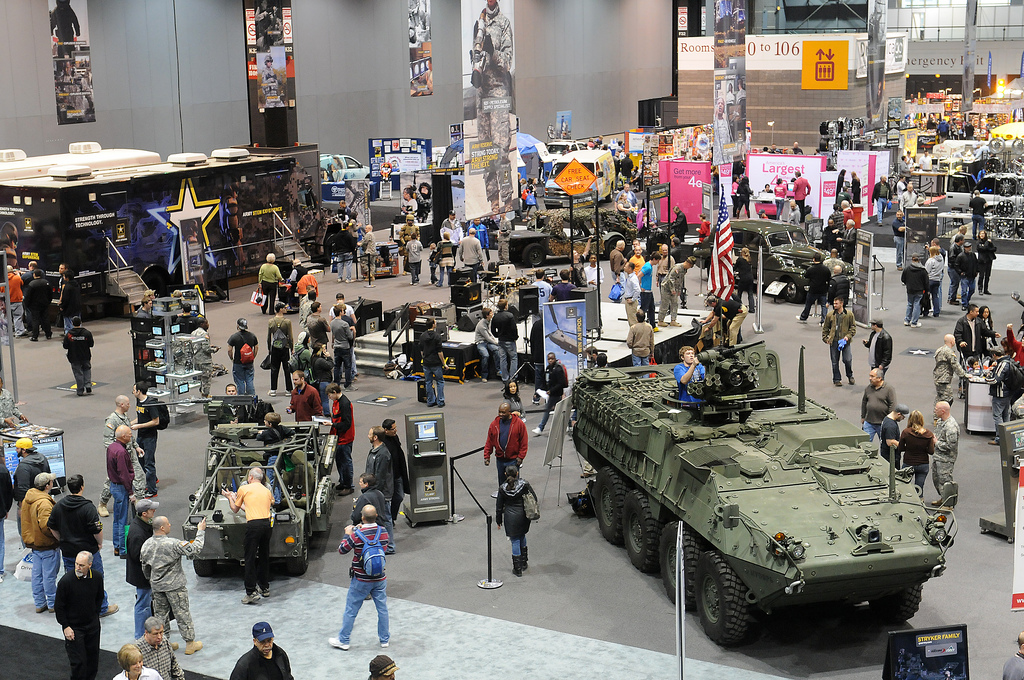
Експозиція армії США на виставці 2012 року

Виставка 2012 року проходила з 10 до 19 лютого. Дні преси проводились 8 і 9 лютого.
Автомобілі і концепти
- 2013 Acura ILX (production vehicle)[159]
- 2013 Acura RDX (production vehicle)[159]
- 2013 Ford Shelby GT500 Convertible[160]
- 2013 GMC Acadia[161]
- 2013 Hyundai Elantra Coupe[162]
- 2013 Hyundai Elantra GT (дебют в Северной Америке)[163]
- Kia Track'ster concept[164]
- 2012 Mazda MX-5 Miata Special Edition
- 2012 Mopar '12 Chrysler 300[165]
- 2013 Nissan 370Z[166]
- 2013 Nissan NV200 (дебют у Північній Америці)[167]
- 2012 Ram 1500 Laramie Limited[168]
- 2013 Toyota Land Cruiser (дебют у Північні Америці)
- 2013 Volkswagen Beetle TDI[169]

### 2011

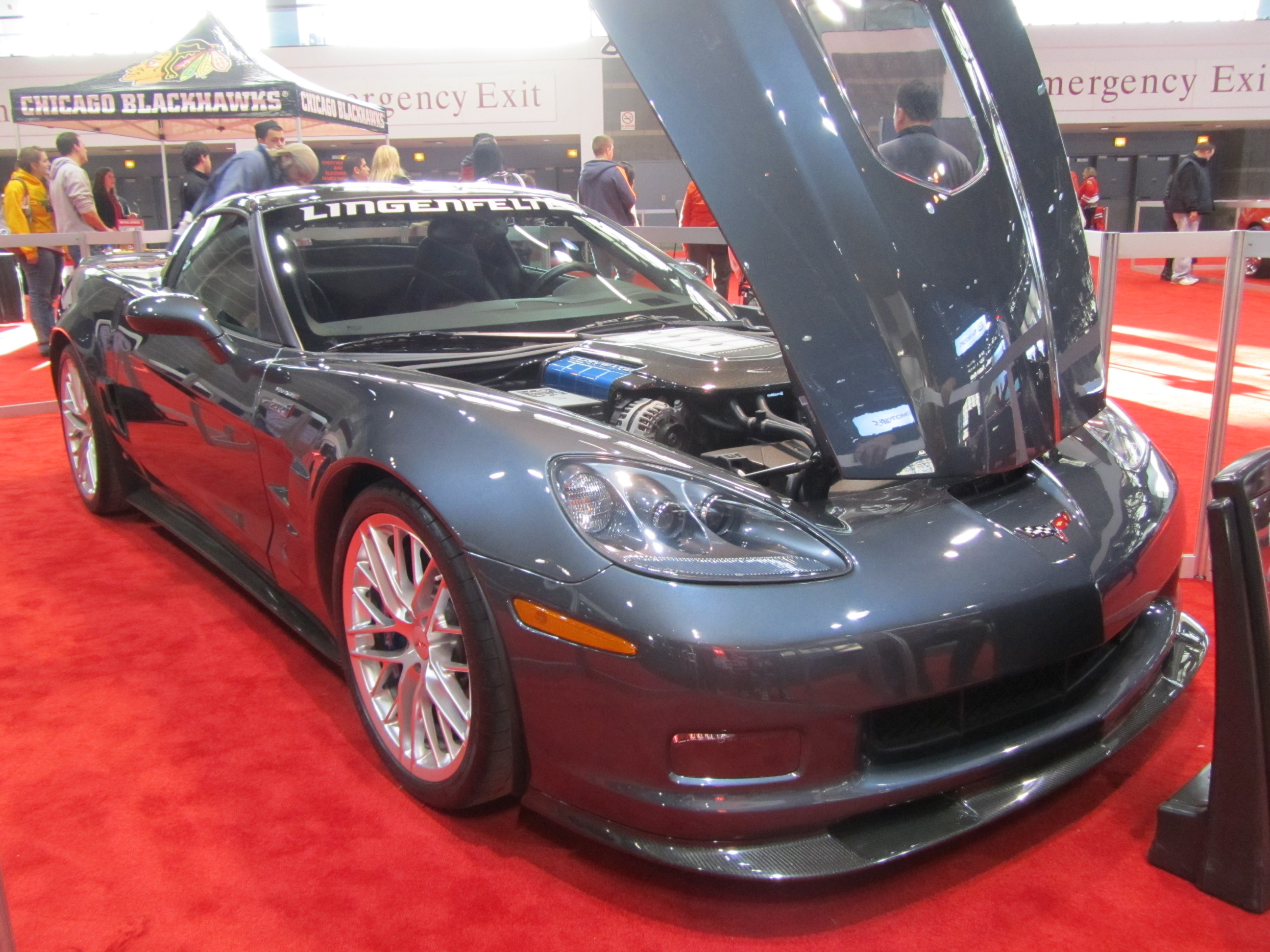
Lingenfelter ZR1 на выставці 2011 року

Шоу 2011 року проводилось з 11 до 20 лютого. Дні преси відбулися 9 і 10 лютого.
Серійні автомобілі і концепти
- 2012 Acura TL
- 2012 Buick Regal with eAssist[170]
- 2012 Chevrolet Camaro ZL1[171]
- 2011 Chrysler 200 Convertible[172]
- 2012 Dodge Charger SRT8[173]
- 2011 Dodge Durango Heat[173]
- 2012 Hyundai Genesis (including 5.0 R-Spec)[174]
- Hyundai Veloster rally car[175]
- 2011 Mazda MX-5 Miata Special Edition[176]
- 2011 Ram 1500 Tradesman[177]
- 2011 Ram 3500 HD[178]
- 2012 Shelby GT350 Convertible[179]
- 2011 Toyota Matrix[180]
- 2012 Volkswagen Jetta GLI

### 2010

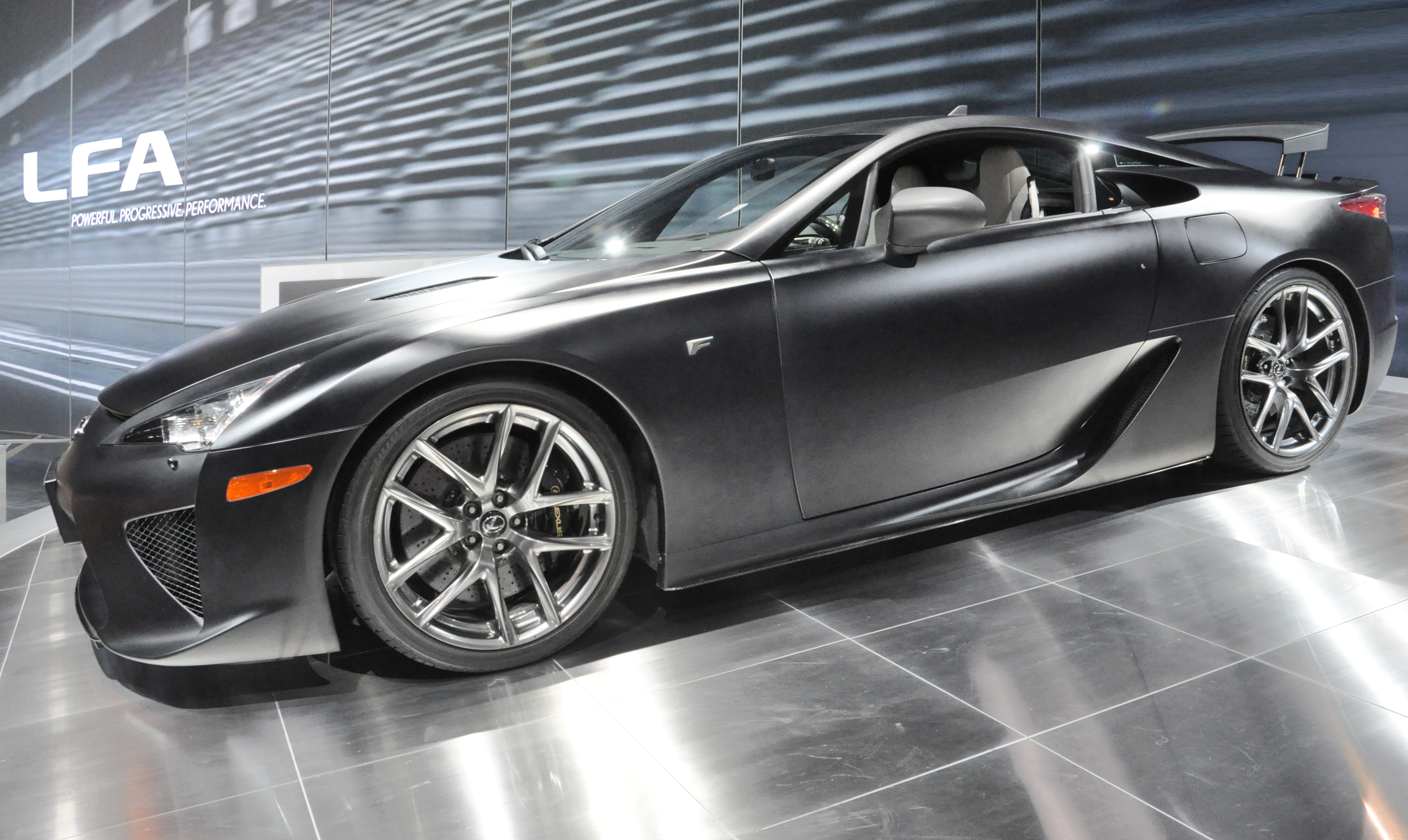
Lexus LFA на автосалоні 2010 року

Захід 2010 року проходив з 12 до 21 лютого. Дні преси розпочались з 10 лютого.
Серійні автомобілі і концепти
- 2011 BMW Alpina B7 (F01)
- 2011 Chevrolet Silverado 2500 & 3500 HD[181]
- DeltaWing[en]
- 2011 Ford Edge[182]
- 2011 Ford Shelby GT 500[183]
- 2011 Ford Transit Connect Electric[184]
- 2011 Ford Transit Connect Taxi[185]
- 2011 Honda Odyssey (концепт)[186]
- 2011 Hyundai Grandeur[187]
- Kia Ray plug-in hybrid concept[188]
- 2010 Nissan 370Z 40th Anniversary Edition[189]
- 2010 Scion tC RS 6.0 («Speedway Blue»)[190]
- 2011 Toyota Avalon[191]

### 2009

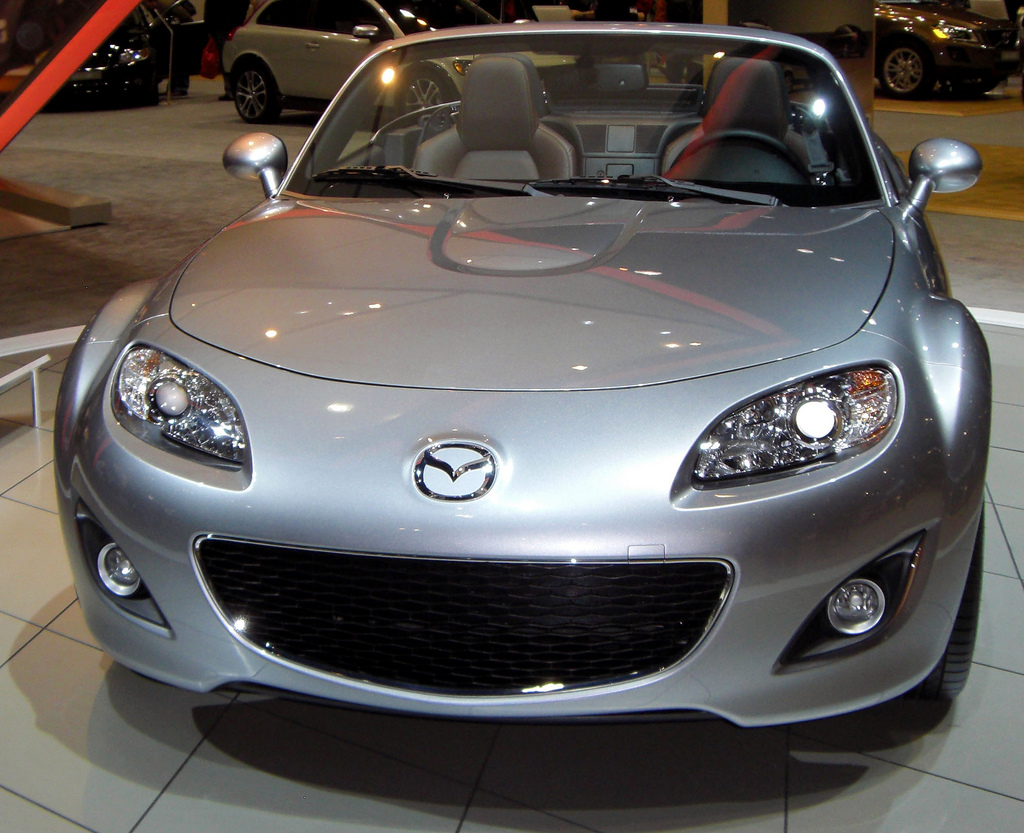
Mazda MX-5 NC FL на виставці 2009 року

Виставка 2009 року проходила з 13 до 22 лютого. Дні преси відбулись 11 і 12 лютого.
Серійні автомобілі і концепти
- 2010 Acura TSX V6
- Chevrolet Corvette Stingray concept
- 2010 Dodge Ram Heavy Duty
- 2010 Ford Harley-Davidson F-150
- 2010 Ford Taurus SHO[192]
- 2010 Hyundai Genesis Coupe R-Spec
- 2010 Kia Forte
- 2009 Mazda MX-5 (дебют у Північній Америці)[193]
- 2010 Mitsubishi Lancer Sportback (дебют у США)
- 2009 Nissan Cube Krom
- 2009 Scion tC RS 5.0 («Gloss Black»)
- 2010 Toyota Tundra

### 2008
Виставка 2008 року проводилась з 8 по 17 лютого. Відкриття для преси відбулось 6 лютого.
Прем'єри
- 2009 Acura RL
- 2009 Chevrolet HHR Flexfuel
- 2009 Chevrolet Traverse
- 2008 Dodge Challenger SRT-8
- 2009 Ford Edge Sport
- Ford Transit Connect (дебют у Північній Америці)
- GMC Denali XT[en] concept
- 2009 GMC Sierra Hybrid
- 2009 Hummer H3T
- 2009 Hyundai Elantra Touring (дебют у США)
- 2009 Hyundai Sonata
- 2009 Mitsubishi Eclipse
- 2009 Mitsubishi Galant
- 2009 Porsche Cayenne GTS (дебют у Північній Америці)
- 2008 Scion tC RS 4.0 («Galactic Gray Mica»)
- 2009 Suzuki Equator
- 2009 Volkswagen Routan

На шоу також було обладнано спеціальний майданчик для збройних сил США, на якому були представлені автомобілі та відеоігри, пов'язані з армією Сполучених Штатів.

### 2007

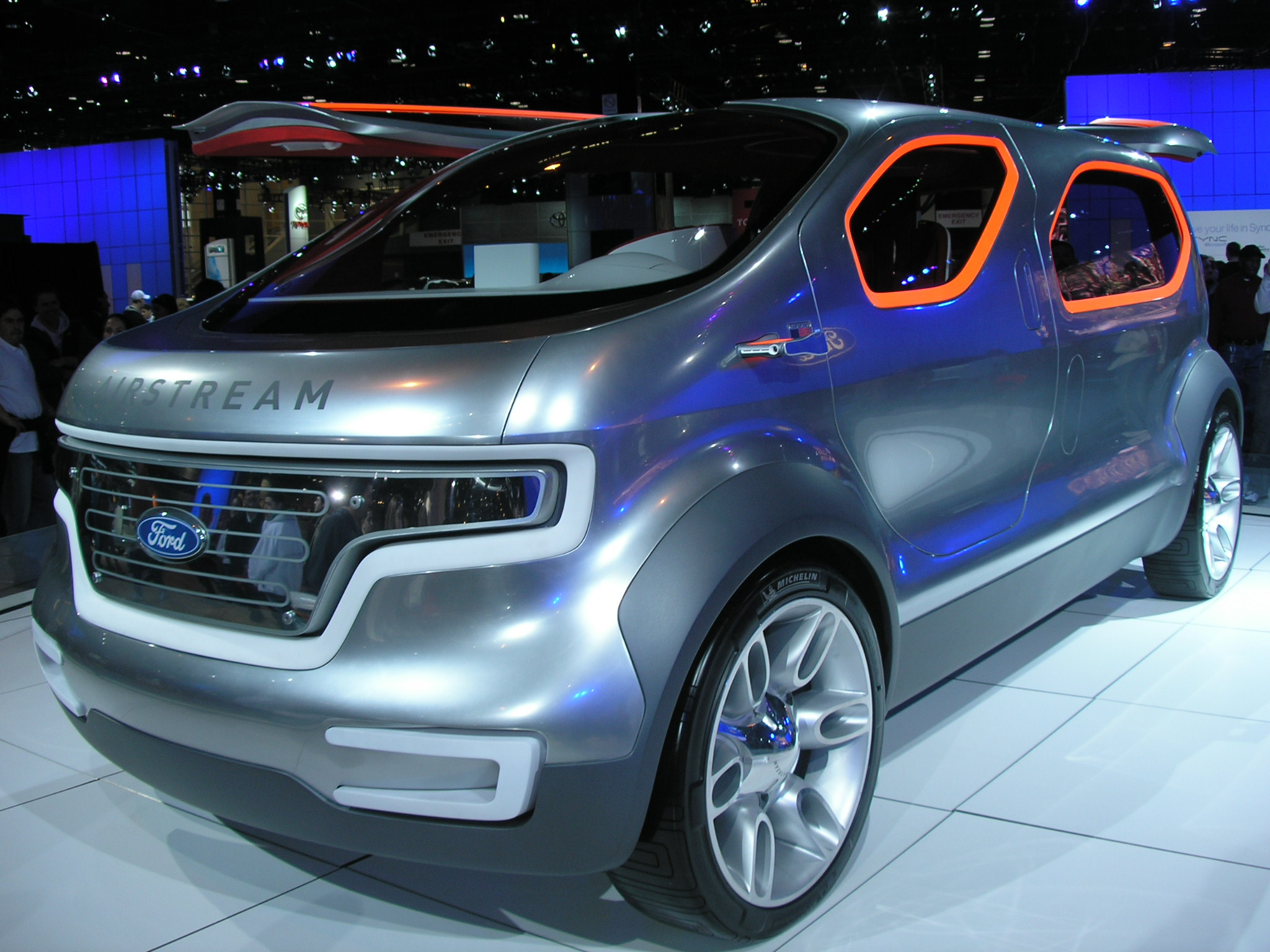
Концепткар «Airstream» від компанії Ford

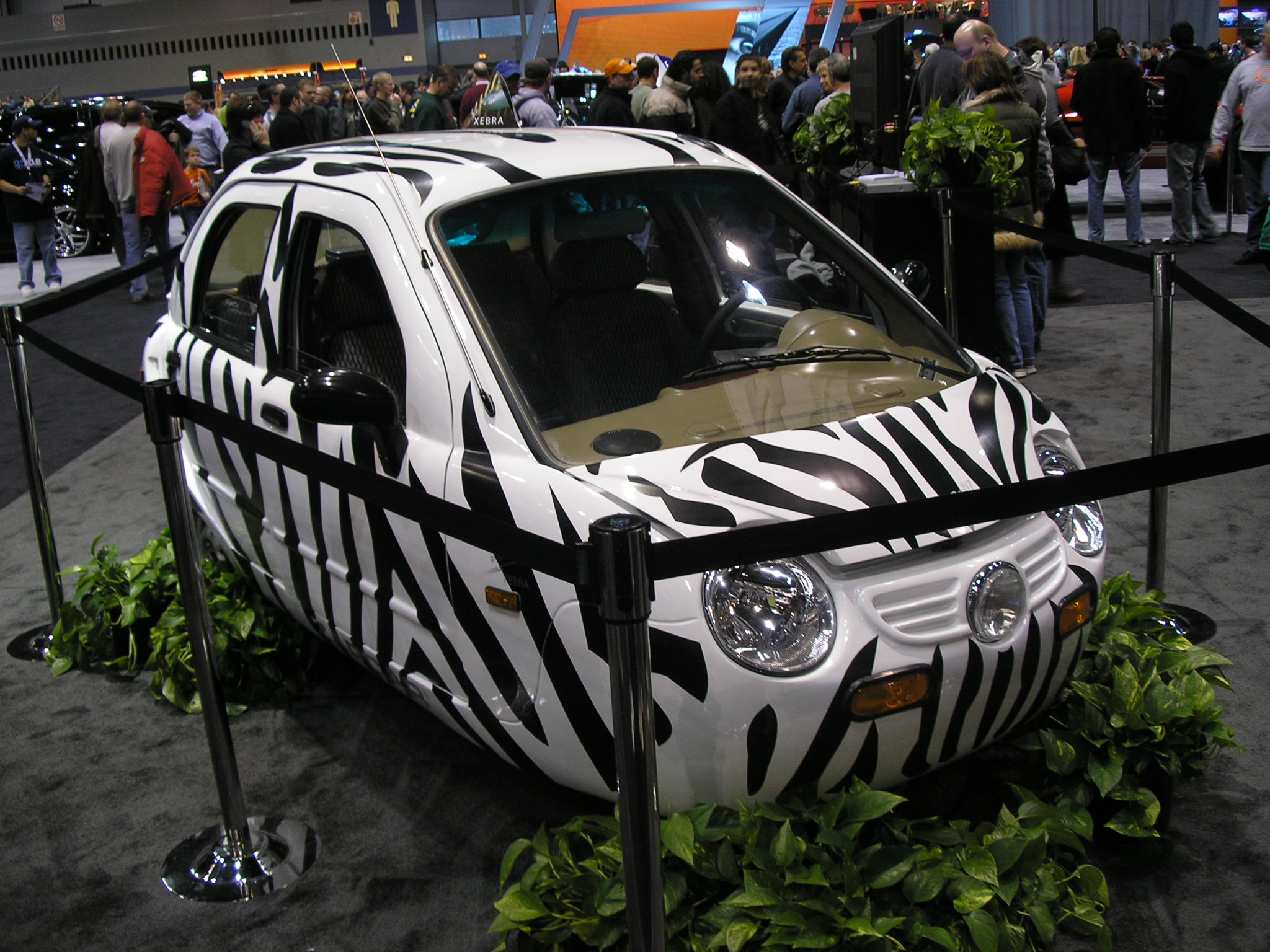
Концепткар компанії

Автосалон 2007 року проводився з 9 до 18 лютого. Дні преси розпочались 7 лютого.
Прем'єри
- 2008 BMW 5 Series (дебют у Північній Америці)
- 2008 Dodge Dakota
- 2008 Ford Taurus (перейменовиний з Ford Five Hundred)
- 2008 Ford Taurus X (перейменований з Ford Freestyle)
- Kia Rondo SX concept
- 2008 Mercury Sable ( перейменований з Mercury Montego)
- 2008 Nissan Armada
- 2008 Nissan Pathfinder
- 2008 Nissan Titan
- 2008 Pontiac G8
- 2007 Porsche 911 GT3 RS (дебют у Північній Америці)
- 2008 Saturn Astra
- 2008 Saturn Vue Green Line
- 2008 Saturn Vue Red Line
- 2008 Scion xB
- 2008 Scion xD
- 2008 Toyota Highlander
- 2008 Volkswagen R32 (дебют у Північній Америці)

### 2006

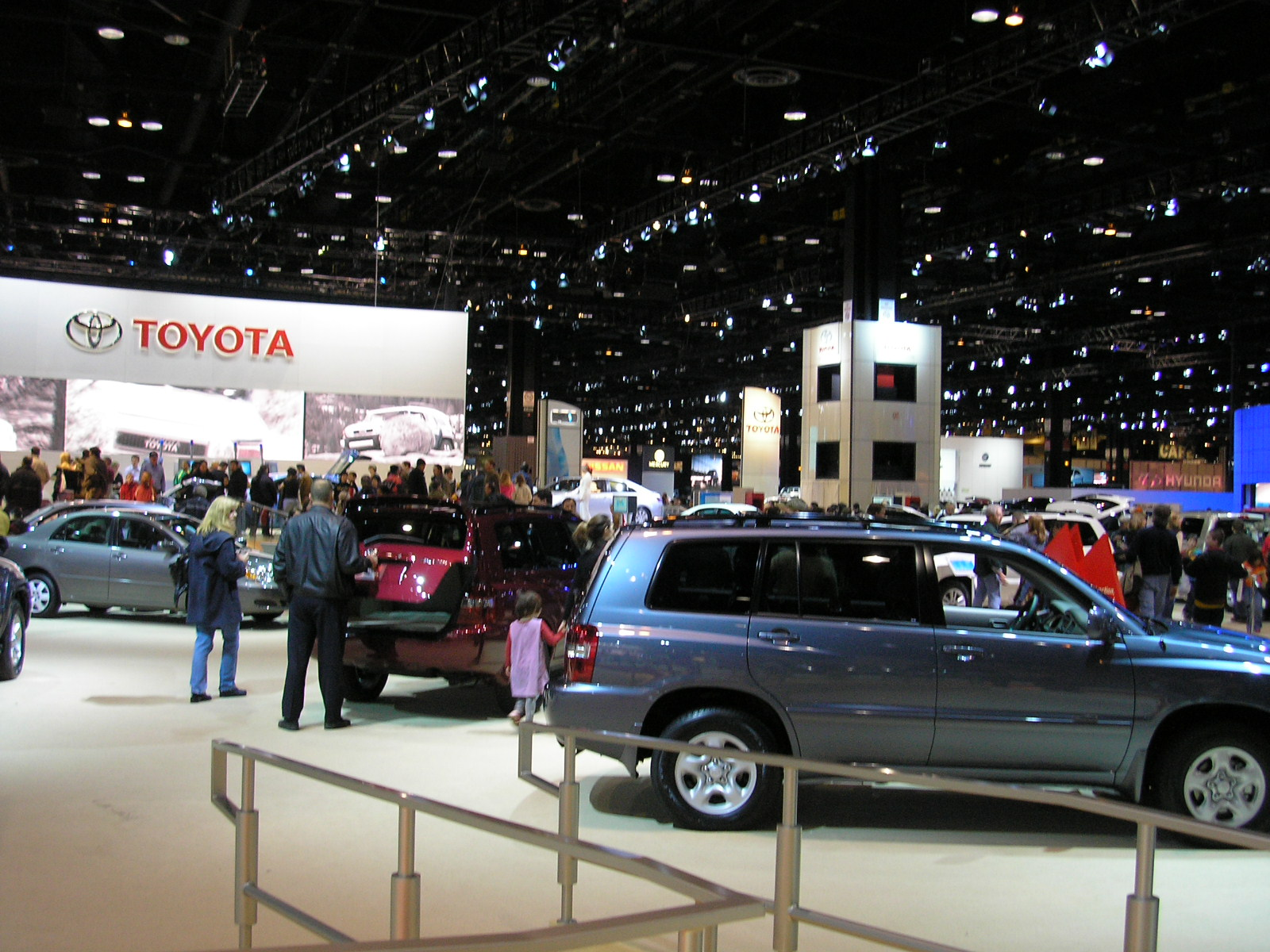
The 2006 Chicago Auto Show.

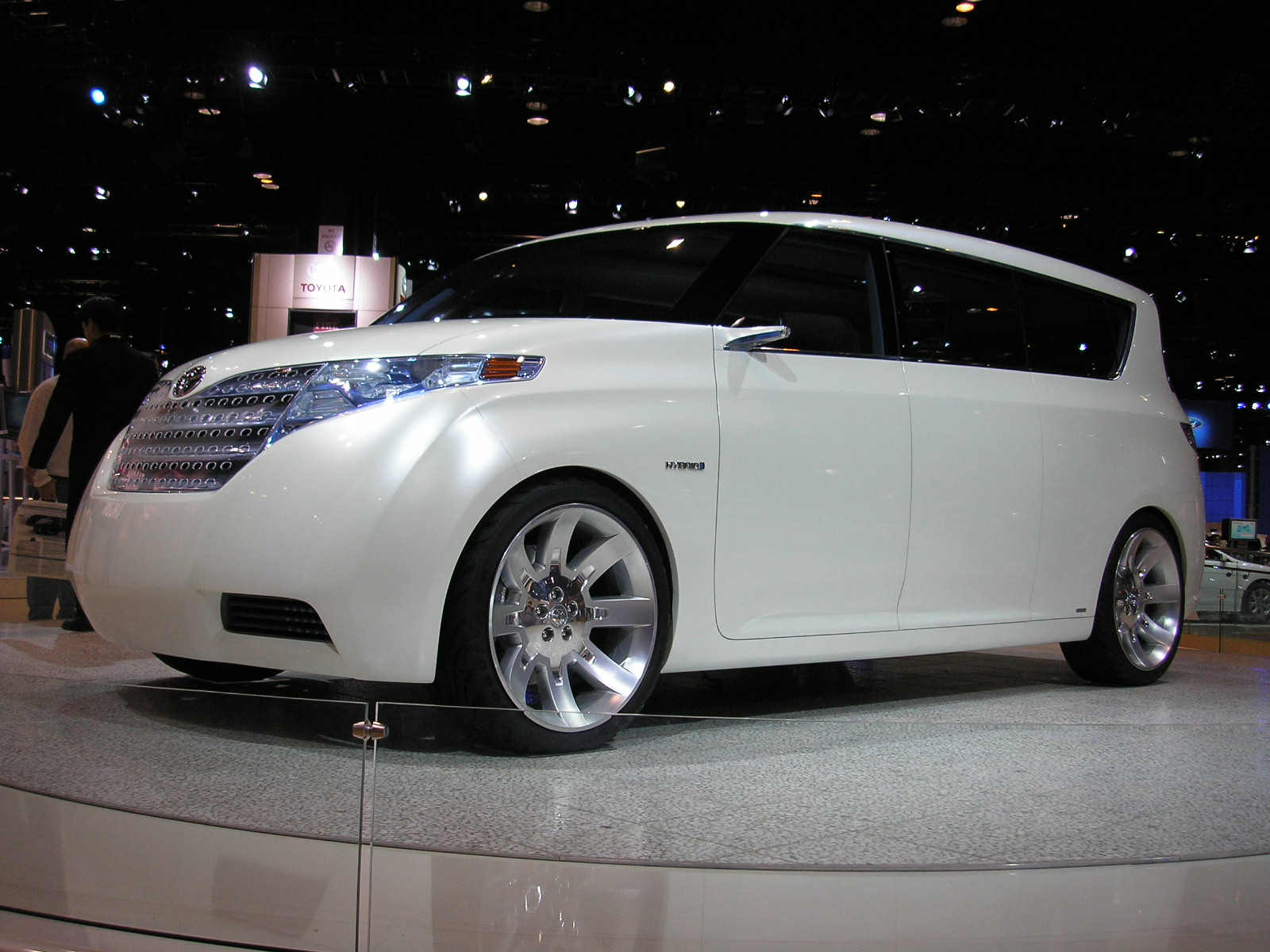
Концепткар компанії Toyota на виставці 2006 року

Захід 2006 року проходив з 10 до 19 лютого. Дні преси розпочались з 8 лютого.
Прем'єри
- 2007 Bentley Continental GTC convertible
- 2007 Chevrolet Avalanche
- 2006 Chevrolet Kodiak C4500 (Special Modification)
- 2007 Dodge Caliber SRT-4
- 2007 Dodge Charger Super Bee
- 2007 Dodge Nitro
- Dodge Rampage Concept (пікап з приводом на передні колеса)
- 2007 Ford Expedition
- 2007 Hyundai Entourage
- 2006 Hyundai Accent 3-door
- 2007 International MXT
- 2007 International RXT
- 2007 Lexus ES 350
- 2007 Lincoln Navigator/Navigator L
- 2007 Lincoln MKZ (formerly the Lincoln Zephyr)
- 2007 Mercedes-Benz R63 AMG
- 2007 Mitsubishi Galant Ralliart
- 2007 Nissan Quest
- 2007 Subaru B9 Tribeca
- 2007 Toyota Tundra
- 2007 Volkswagen Rabbit

### 2005

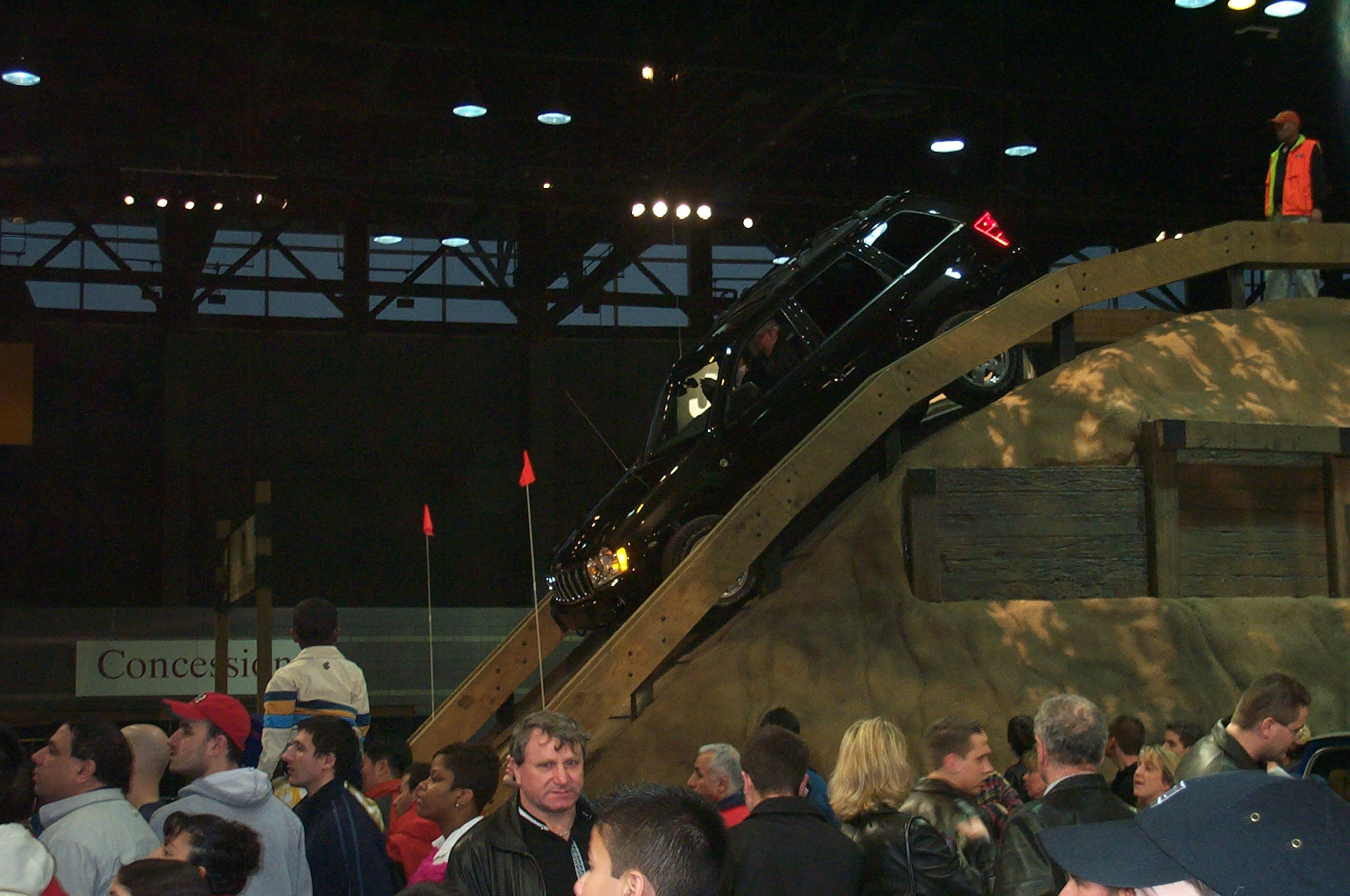
«Пагорб» для тест-драйву на майданчику марки Jeep на Чиказькому автосалоні у 2005 році

Виставка 2005 року проводилась з 11 до 20 лютого. Днями преси були визначені 9 і 10 лютого.
Прем'єри
- 2006 Buick Lucerne
- 2006 Cadillac DTS
- 2006 Dodge Ram Mega Cab
- 2006 Mercedes-Benz S65 AMG
- 2006 Mercury Milan
- 2006 Mercury Mountaineer
- 2006 Mercury Mariner Hybrid
- 2006 Suzuki Grand Vitara
- 2007 Toyota FJ Cruiser

### 2001
Прем'єри
- Hyundai HCD6 Roadster Concept Car[en]

### 1998
Прем'єри серійних моделей
- Acura 3.5 RL Special Edition
- Acura Integra Type-R SCCA Race Car
- Acura NSX SCCA Race Car
- Cadillac Seville
- Chevrolet Corvette Convertible
- Chevrolet Tahoe Z71
- Chevrolet TrailBlazer
- Chrysler Town & Country Limited
- Dodge Viper GTS-R GT2 Championship Edition
- Jeep Grand Cherokee 5.9 Limited
- Jeep Cherokee Classic
- Mitsubishi Galant
- Nissan Quest
- Kia Sportage Convertible
- Ford SVT F-150 Lightning
- Ford F-150 NASCAR Special Edition
- Ford SVT Mustang Cobra Bondurant
- Ford Ranger XLT 4x4 Supercab
- Toyota Corolla Sedan
- Toyota Land Cruiser
- Toyota Tacoma Xtracab
- Subaru Legacy 2.5GT Limited

Прем'єри концепткарів
- Pontiac Grand Prix Concept:Cure by Cynthia Rowley
- Cadillac DeVille Concours Concept:Cure by Michael Kors
- Chevrolet Venture Concept:Cure by Joe Boxer's Nicholas Graham
- GMC Jimmy Concept:Cure by Tommy Hilfiger
- GMC Sierra DEUCE Concept
- Ford Libre Concept
- Nissan Frontier 4-door Concept
- Infiniti Q29 Roadster
- Kia Minivan Concept
- Toyota T150 Concept

### 1992
На виставці 1992 року було представлено понад 1000 автомобілів від автомобільних виробників з усього світу.
Прем'єри серійних моделей
- Audi 90[194]
- Buick Skylark Sedan[194]
- Ford Escort GT[194]
- Ford SVT Mustang Cobra[194]
- Ford SVT F-150 Lightning[194]
- Infiniti J30[194]
- Mazda 626[194]
- Mercury Tracer[194]
- Subaru Legacy Touring Sports LE Wagon[194]
- Toyota Camry Wagon[194]

Прем'єри концепткарів
- Geo Back Packer Tracker Concept
- Geo Beach Low-Rider Tracker Concept
- Geo Baja Race Tracker Concept
- Geo Biker Tracker Concept
- Geo Snow Tracker Concept
- Ford Explorer Drifter Concept
- Ford Boss Bronco Concept
- Saab 9000CD Turbo Flex Fuel Concept[194]
- Toyota Avalong 4-door convertible concept[194]

### 1991
- GMC Rio Grande All-Wheel-Drive Concept

### 1990
- Geo «Californina Concept» Storm
- Geo Tracker «Hugger» Concept

### 1968
Прем'єри серійних моделей
- AMC AMX[en][195]